# Liste des titres musicaux numéro un en Autriche en 2008
Cette page liste les titres numéro un dans les meilleures ventes de disques en Autriche pour l'année 2008.

## Classement des singles
| №  | Date         | Artiste                        | Titre            |
| -- | ------------ | ------------------------------ | ---------------- |
| 1  | 4 janvier    | Timbaland presents OneRepublic | Apologize        |
| 2  | 11 janvier   | Timbaland presents OneRepublic | Apologize        |
| 3  | 18 janvier   | Timbaland presents OneRepublic | Apologize        |
| 4  | 25 janvier   | Leona Lewis                    | Bleeding Love    |
| 5  | 1er février  | Leona Lewis                    | Bleeding Love    |
| 6  | 8 février    | Leona Lewis                    | Bleeding Love    |
| 7  | 15 février   | Leona Lewis                    | Bleeding Love    |
| 8  | 22 février   | Leona Lewis                    | Bleeding Love    |
| 9  | 29 février   | Leona Lewis                    | Bleeding Love    |
| 10 | 7 mars       | Schnuffel                      | Kuschel Song     |
| 11 | 14 mars      | Schnuffel                      | Kuschel Song     |
| 12 | 21 mars      | Schnuffel                      | Kuschel Song     |
| 13 | 28 mars      | Schnuffel                      | Kuschel Song     |
| 14 | 4 avril      | Schnuffel                      | Kuschel Song     |
| 15 | 11 avril     | Schnuffel                      | Kuschel Song     |
| 16 | 18 avril     | Duffy                          | Mercy            |
| 17 | 25 avril     | Duffy                          | Mercy            |
| 18 | 2 mai        | Duffy                          | Mercy            |
| 19 | 9 mai        | Duffy                          | Mercy            |
| 20 | 16 mai       | Duffy                          | Mercy            |
| 21 | 23 mai       | Duffy                          | Mercy            |
| 22 | 30 mai       | Duffy                          | Mercy            |
| 23 | 6 juin       | Thomas Godoj                   | Love Is You      |
| 24 | 13 juin      | Thomas Godoj                   | Love Is You      |
| 25 | 20 juin      | Kid Rock                       | All Summer Long  |
| 26 | 27 juin      | Kid Rock                       | All Summer Long  |
| 27 | 4 juillet    | Kid Rock                       | All Summer Long  |
| 28 | 11 juillet   | Kid Rock                       | All Summer Long  |
| 29 | 18 juillet   | Kid Rock                       | All Summer Long  |
| 30 | 25 juillet   | Kid Rock                       | All Summer Long  |
| 31 | 1er août     | Kid Rock                       | All Summer Long  |
| 32 | 8 août       | Kid Rock                       | All Summer Long  |
| 33 | 15 août      | Kid Rock                       | All Summer Long  |
| 34 | 22 août      | Kid Rock                       | All Summer Long  |
| 35 | 29 août      | Katy Perry                     | I Kissed a Girl  |
| 36 | 5 septembre  | Katy Perry                     | I Kissed a Girl  |
| 37 | 12 septembre | Katy Perry                     | I Kissed a Girl  |
| 38 | 19 septembre | Katy Perry                     | I Kissed a Girl  |
| 39 | 26 septembre | Katy Perry                     | I Kissed a Girl  |
| 40 | 3 octobre    | Amy Macdonald                  | This Is the Life |
| 41 | 10 octobre   | Amy Macdonald                  | This Is the Life |
| 42 | 17 octobre   | Amy Macdonald                  | This Is the Life |
| 43 | 24 octobre   | Pink                           | So What          |
| 44 | 31 octobre   | Pink                           | So What          |
| 45 | 7 novembre   | Pink                           | So What          |
| 46 | 14 novembre  | Pink                           | So What          |
| 47 | 21 novembre  | Pink                           | So What          |
| 48 | 28 novembre  | Pink                           | So What          |
| 49 | 5 décembre   | Katy Perry                     | Hot N Cold       |
| 50 | 12 décembre  | Katy Perry                     | Hot N Cold       |
| 51 | 19 décembre  | Katy Perry                     | Hot N Cold       |
| 52 | 26 décembre  | Katy Perry                     | Hot N Cold       |

## Classement des albums
| №  | Date         | Artiste                                                      | Titre                                     |
| -- | ------------ | ------------------------------------------------------------ | ----------------------------------------- |
| 1  | 4 janvier    | Kiddy Contest Kids                                           | Kiddy Contest Vol. 13                     |
| 2  | 11 janvier   | Timbaland                                                    | Shock Value                               |
| 3  | 18 janvier   | Orchestre philharmonique de Vienne Direction: Georges Prêtre | Neujahrskonzert 2008                      |
| 4  | 25 janvier   | Orchestre philharmonique de Vienne Direction: Georges Prêtre | Neujahrskonzert 2008                      |
| 5  | 1er février  | Orchestre philharmonique de Vienne Direction: Georges Prêtre | Neujahrskonzert 2008                      |
| 6  | 8 février    | Leona Lewis                                                  | Spirit                                    |
| 7  | 15 février   | Falco                                                        | Symphonic                                 |
| 8  | 22 février   | Falco                                                        | Symphonic                                 |
| 9  | 29 février   | Amy Winehouse                                                | Back to Black                             |
| 10 | 7 mars       | Amy Winehouse                                                | Back to Black                             |
| 11 | 14 mars      | Amy Winehouse                                                | Back to Black                             |
| 12 | 21 mars      | Amy Winehouse                                                | Back to Black                             |
| 13 | 28 mars      | Amy Winehouse                                                | Back to Black                             |
| 14 | 4 avril      | Amy Winehouse                                                | Back to Black                             |
| 15 | 11 avril     | Amy Winehouse                                                | Back to Black                             |
| 16 | 18 avril     | Christina Stürmer                                            | laut-Los                                  |
| 17 | 25 avril     | Christina Stürmer                                            | laut-Los                                  |
| 18 | 2 mai        | Christina Stürmer                                            | laut-Los                                  |
| 19 | 9 mai        | Madonna                                                      | Hard Candy                                |
| 20 | 16 mai       | Christina Stürmer                                            | laut-Los                                  |
| 21 | 23 mai       | Amy Winehouse                                                | Back to Black                             |
| 22 | 30 mai       | Schnuffel                                                    | Ich hab' dich lieb                        |
| 23 | 6 juin       | The Cistercian Monks of Stift Heiligenkreuz                  | Chant: Music for Paradise                 |
| 24 | 13 juin      | The Cistercian Monks of Stift Heiligenkreuz                  | Chant: Music for Paradise                 |
| 25 | 20 juin      | The Cistercian Monks of Stift Heiligenkreuz                  | Chant: Music for Paradise                 |
| 26 | 27 juin      | Coldplay                                                     | Viva la Vida or Death and All His Friends |
| 27 | 4 juillet    | Coldplay                                                     | Viva la Vida or Death and All His Friends |
| 28 | 11 juillet   | Coldplay                                                     | Viva la Vida or Death and All His Friends |
| 29 | 18 juillet   | Thomas Godoj                                                 | Plan A!                                   |
| 30 | 25 juillet   | Nockalm Quintett                                             | Ich dich auch                             |
| 31 | 1er août     | Bande originale                                              | Mamma Mia !                               |
| 32 | 8 août       | Bande originale                                              | Mamma Mia !                               |
| 33 | 15 août      | Bande originale                                              | Mamma Mia !                               |
| 34 | 22 août      | Bande originale                                              | Mamma Mia !                               |
| 35 | 29 août      | Bande originale                                              | Mamma Mia !                               |
| 36 | 5 septembre  | Bande originale                                              | Mamma Mia !                               |
| 37 | 12 septembre | Michael Jackson                                              | King of Pop                               |
| 38 | 19 septembre | Michael Jackson                                              | King of Pop                               |
| 39 | 26 septembre | Metallica                                                    | Death Magnetic                            |
| 40 | 3 octobre    | Metallica                                                    | Death Magnetic                            |
| 41 | 10 octobre   | Rosenstolz                                                   | Die Suche geht weiter                     |
| 42 | 17 octobre   | The Cistercian Monks of Stift Heiligenkreuz                  | Chant: Music for Paradise                 |
| 43 | 24 octobre   | The Cistercian Monks of Stift Heiligenkreuz                  | Chant: Music for Paradise                 |
| 44 | 31 octobre   | AC/DC                                                        | Black Ice                                 |
| 45 | 7 novembre   | Bande originale                                              | High School Musical 3                     |
| 46 | 14 novembre  | Kiddy Contest Kids                                           | Kiddy Contest Vol. 14                     |
| 47 | 21 novembre  | Kiddy Contest Kids                                           | Kiddy Contest Vol. 14                     |
| 48 | 28 novembre  | Kiddy Contest Kids                                           | Kiddy Contest Vol. 14                     |
| 49 | 5 décembre   | Herbert Grönemeyer                                           | Was muss muss – Best of                   |
| 50 | 12 décembre  | Kiddy Contest Kids                                           | Kiddy Contest Vol. 14                     |
| 51 | 19 décembre  | Herbert Grönemeyer                                           | Was muss muss – Best of                   |
| 52 | 26 décembre  | Herbert Grönemeyer                                           | Was muss muss – Best of                   |

## Hit-Parade de l'année
| Singles | Alben |
| --- | --- |
| 1. Kid Rock – All Summer Long 2. Timbaland presents OneRepublic – Apologize 3. Leona Lewis – Bleeding Love 4. Katy Perry – I Kissed a Girl 5. Duffy – Mercy 6. Schnuffel – Kuschel Song 7. Ich + Ich – So soll es bleiben 8. Amy Macdonald – This Is the Life 9. Jason Mraz – I'm Yours 10. Gabriella Cilmi – Sweet About Me | 1. Amy Winehouse – Back to Black 2. The Cistercian Monks of Stift Heiligenkreuz – Chant: Music for Paradise 3. Bande originale – Mamma Mia ! 4. Metallica – Death Magnetic 5. AC/DC – Black Ice 6. Ich + Ich – Vom selben Stern 7. Die Ärzte – Jazz ist anders 8. Coldplay – Viva la Vida or Death and All His Friends 9. Kiddy Contest Kids – Kiddy Contest Vol. 13 10. Christina Stürmer – laut-Los |